# ساعت برده

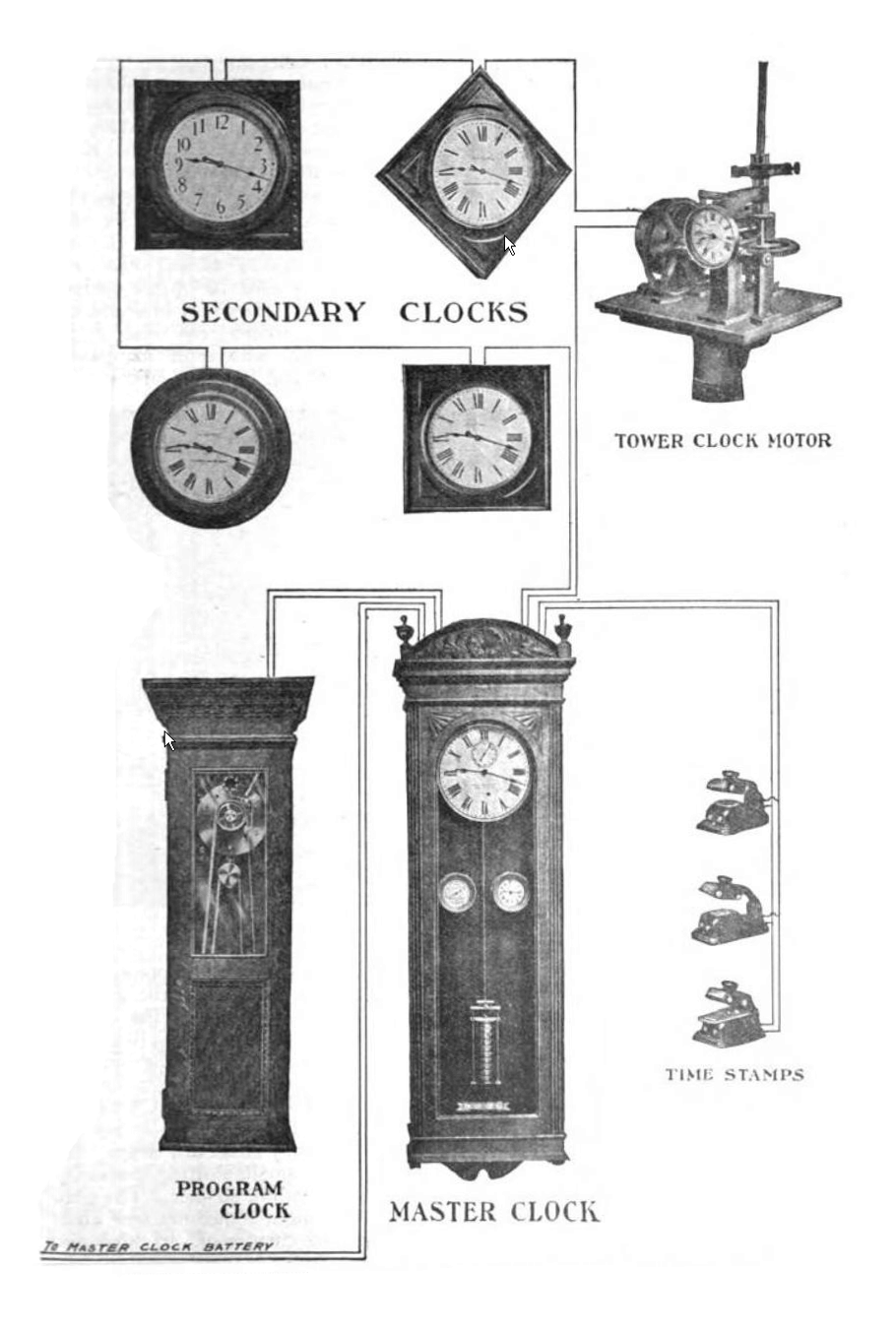
نمودار سیستم ساعت الکتریکی که در حدود سال ۱۹۱۰ برای مدیریت زمان در کارخانه‌ها، مدارس، و سایر مؤسسات بزرگ استفاده می‌شد. ساعت اصلی (در مرکز پایین) که توسط یک آونگ جیوه‌ای جبران‌شده نسبت به دما کنترل می‌شود، به ساعت‌های فرعی در سراسر ساختمان متصل است. علاوه بر ساعت‌های دیواری، این سیستم دستگاه‌های زمان‌زن را نیز کنترل می‌کند که برای ثبت زمان روی اسناد استفاده می‌شوند، و یک ساعت برج که در برج ساعت نصب شده است. «ساعت برنامه‌ریزی» یک تایمر است که می‌تواند با نوار کاغذی پانچ شده برنامه‌ریزی شود تا زنگ‌ها را به صدا درآورد یا ماشین‌ها را در زمان‌های از پیش تعیین‌شده روشن و خاموش کند.

در مخابرات و علم ساعت‌سازی، ساعت فرعی، ساعتی است که به یک ساعت دیگر، یعنی ساعت اصلی، وابسته است. ساعت‌های مدرن از طریق اینترنت یا سیگنال‌های رادیویی زمان، با زمان هماهنگ جهانی (UTC) هماهنگ می‌شوند. زمان UTC بر اساس شبکه‌ای از ساعت‌های اتمی در کشورهای مختلف تنظیم می‌شود. برای اهداف علمی، ساعت‌های دقیق می‌توانند از طریق کانال‌های ماهواره‌ای اختصاصی با دقتی در حد نانوثانیه هماهنگ شوند. هماهنگ‌سازی ساعت‌های فرعی معمولاً از طریق قفل فاز سیگنال ساعت فرعی به سیگنال دریافت‌شده از ساعت اصلی انجام می‌شود. برای جبران زمان انتقال سیگنال از ساعت اصلی به ساعت فرعی، فاز ساعت‌های فرعی تنظیم می‌شود تا هر دو ساعت هم‌فاز شوند. به این ترتیب، نشانگرهای زمانی هر دو ساعت در خروجی آن‌ها به‌طور همزمان رخ می‌دهند.
پیشینیان ساعت‌های اتمی، ساعت‌های کامپیوتری و ساعت‌های دیجیتال، این ساعت‌های الکتریکی بودند که با یک پالس الکتریکی همگام‌سازی می‌شدند و از طریق سیم به ساعت اصلی در همان مکان متصل بودند. به همین دلیل اصطلاحات «ساعت اصلی» و «ساعت فرعی» به کار می‌رفت. از اواخر قرن نوزدهم تا اواسط قرن بیستم، سیستم‌های ساعت اصلی/فرعی الکتریکی نصب شدند، به طوری که تمام ساعت‌های یک ساختمان یا مجموعه از طریق سیم‌های الکتریکی با یک ساعت اصلی مرکزی هماهنگ می‌شدند.
ساعت‌های فرعی یا به‌طور مستقل زمان را حفظ می‌کردند و به‌طور دوره‌ای توسط ساعت اصلی اصلاح می‌شدند، یا برای عملکرد خود به پالس‌های ارسالی از ساعت اصلی وابسته بودند. بسیاری از این ساعت‌های فرعی در سراسر جهان در مدارس، دفاتر، پایگاه‌های نظامی، بیمارستان‌ها، شبکه‌های راه‌آهن، مراکز تلفن و کارخانه‌ها مورد استفاده قرار می‌گرفتند. در مدارس، زنگ‌ها در سراسر پردیس هماهنگ می‌شدند و سیستم به گونه‌ای طراحی شده بود که ساعت اصلی در دفتر مدیر مدرسه قرار داشت، در حالی که واحدهای فرعی در کلاس‌های درس و ساختمان‌های دیگر بودند. در کارخانه‌ها، سیستمی با زنگ یا بوق می‌توانست پایان یک شیفت کاری، زمان ناهار یا وقت استراحت را اعلام کند.
بسیار اندک از این سیستم‌های الکتریکی آنالوگ در قرن بیست و یکم باقی مانده‌اند و بیشتر سیستم‌های مشابه در این قرن دیجیتالی هستند.

## عکس‌ها

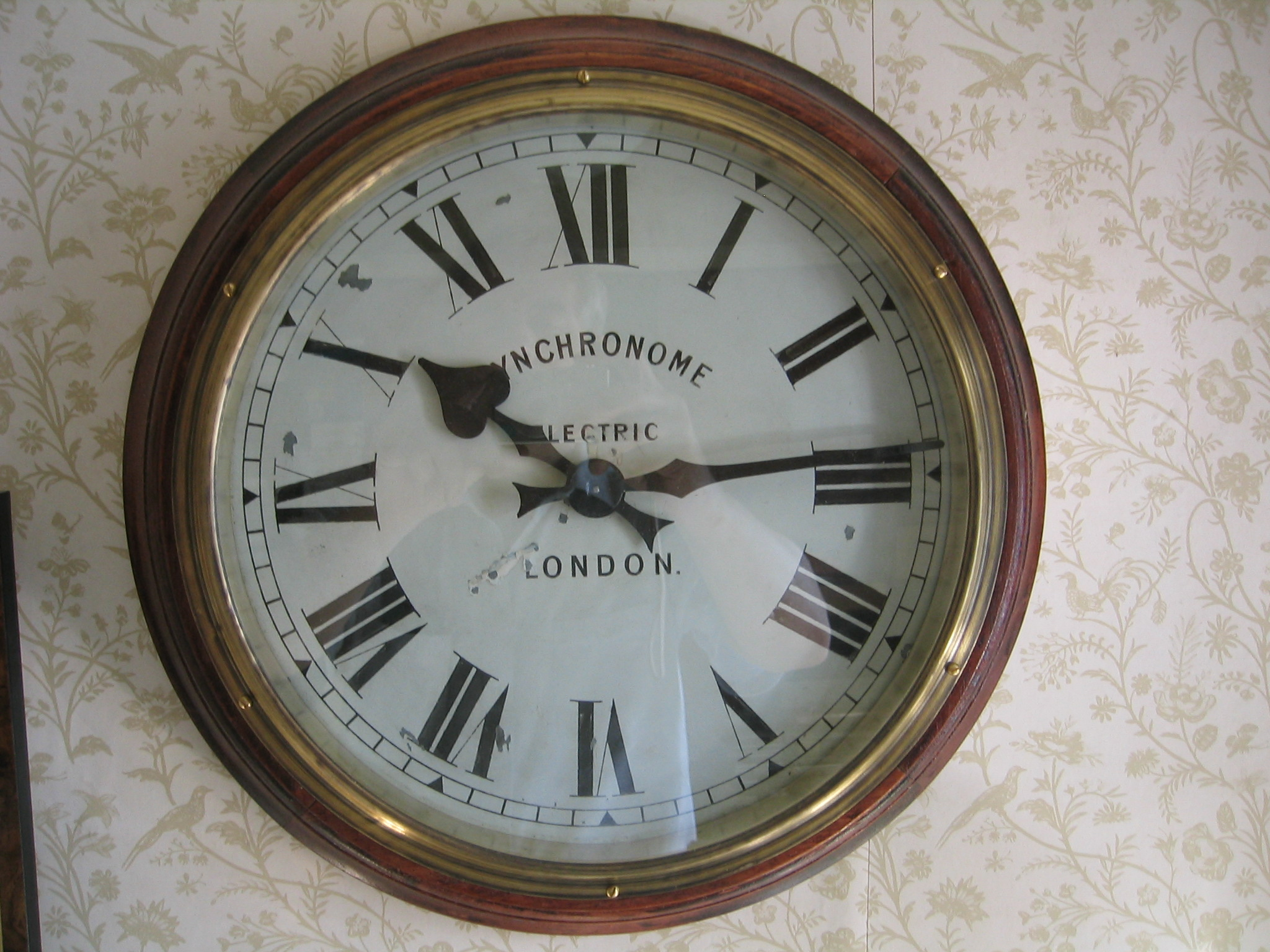
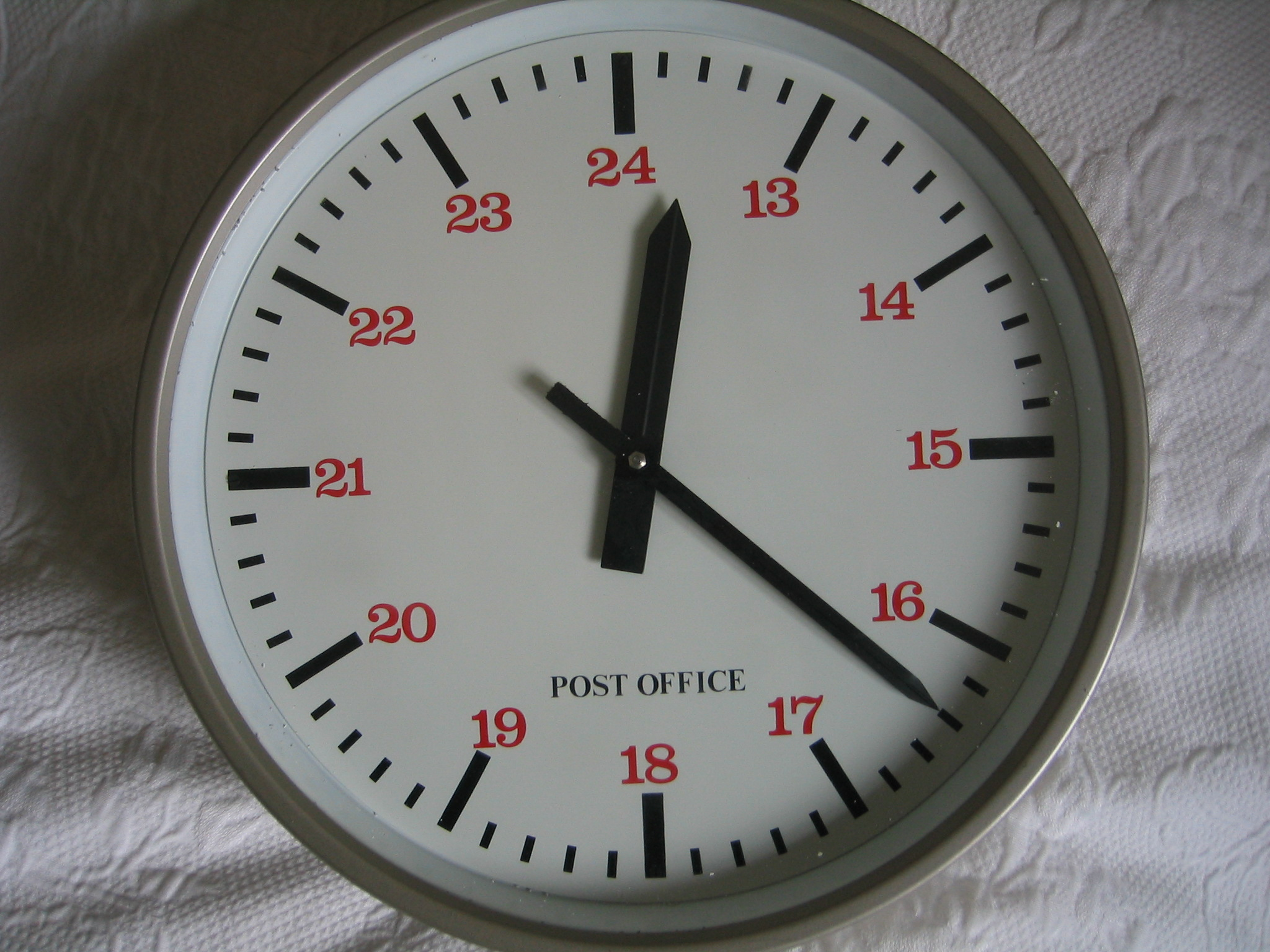
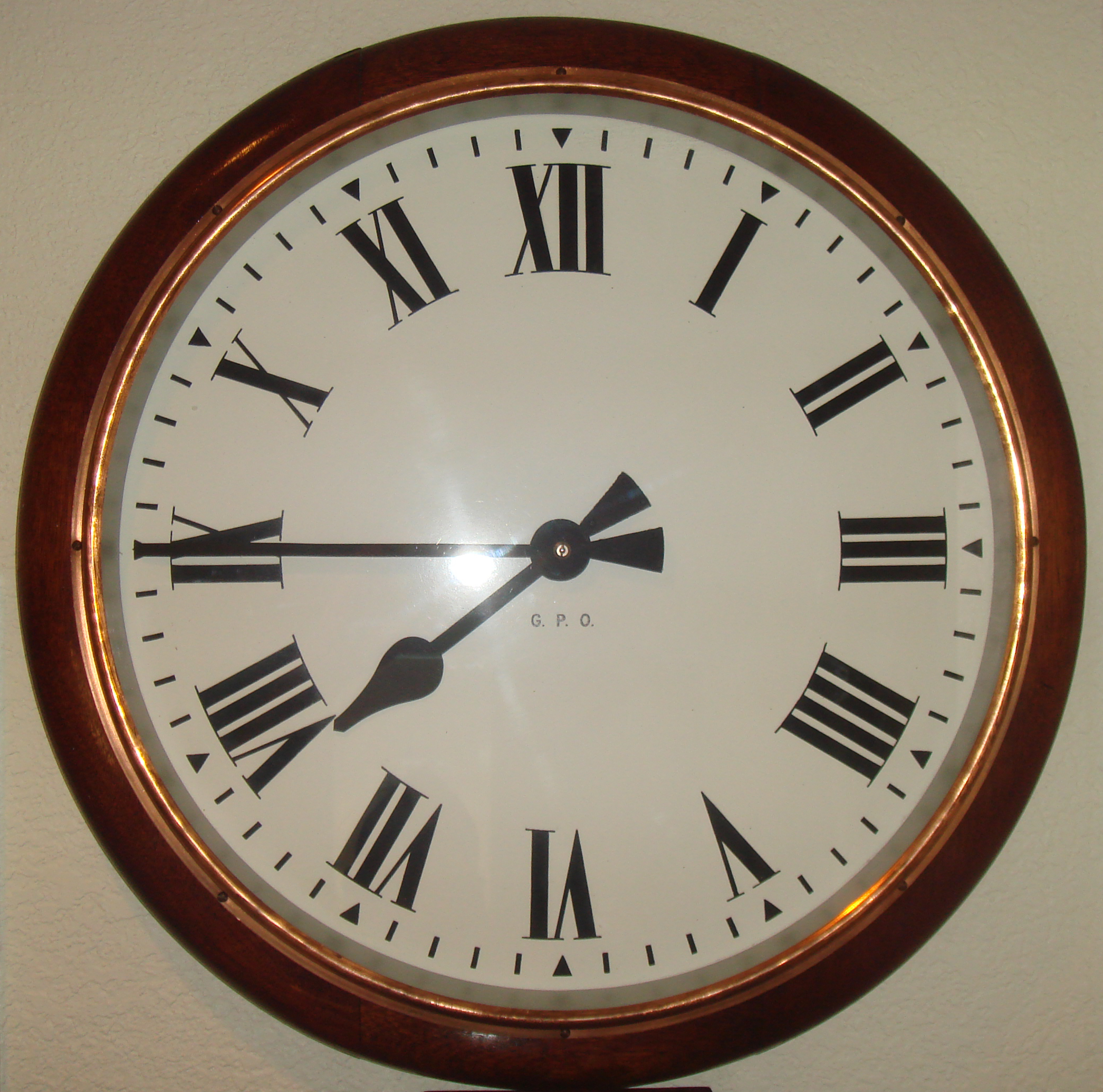
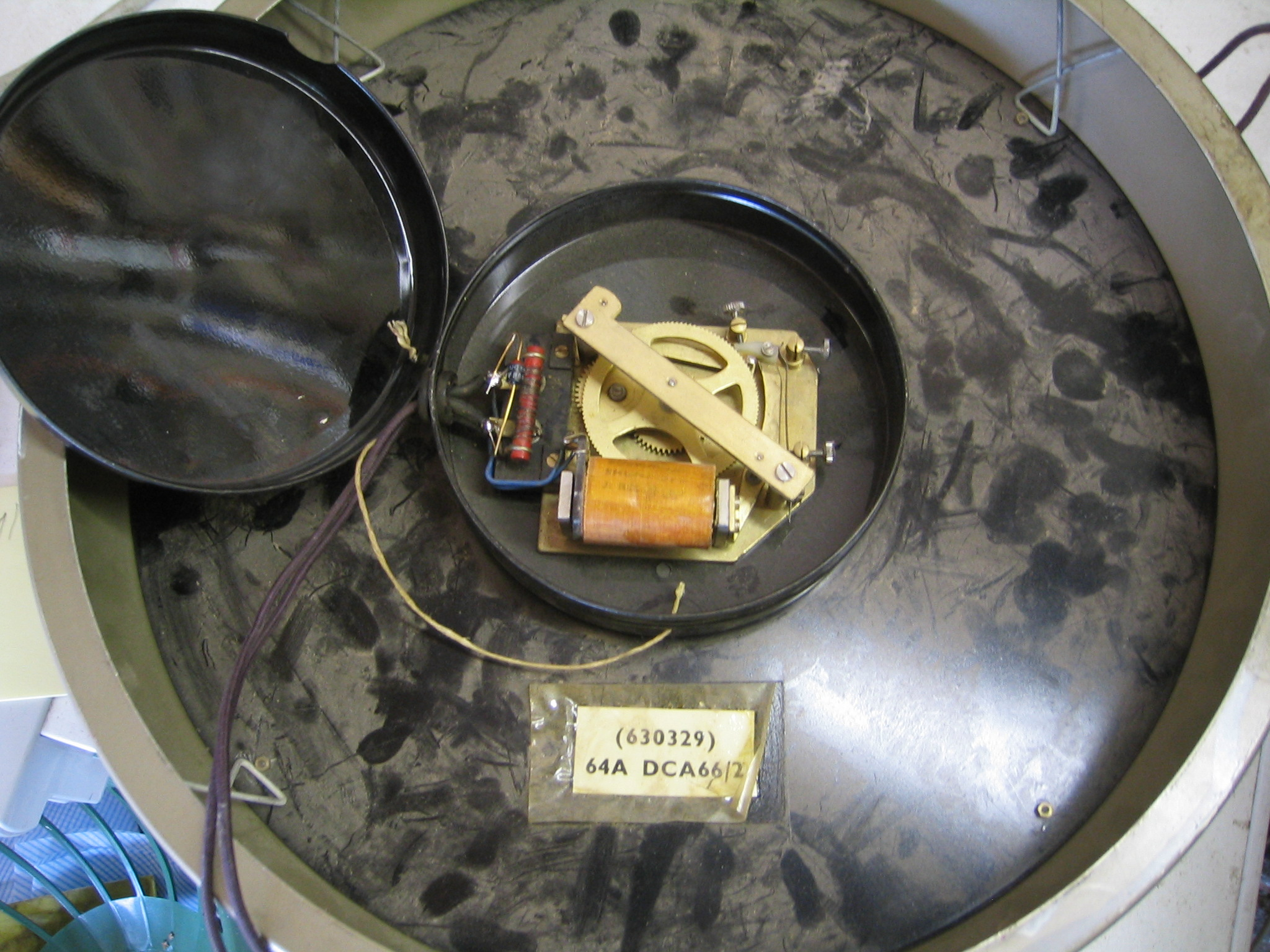